# جاستین ولبی
جاستین ولبی (انگلیسی: Justin Portal Welby؛ زادهٔ ۶ ژانویه ۱۹۵۶) یکصد و پنجمین اسقف اعظم کانتربری عالی‌ترین مقام روحانی در کلیسای رسمی انگلستان است که، همزمان با ریاست حوزه اسقفی کانتربری در جنوب انگلستان، رئیس روحانی پیروان کلیسای انگلیکن در انگلستان و به‌طور سنتی، رهبر معنوی پیروان این کلیسا در سراسر جهان است.

## ابتدای زندگی
جاستین ولبی در ۶ ژانویه ۱۹۵۶ در خانواده‌ای مرفه در لندن متولد شد.
جاستین ولبی دریافته که پدر واقعی او، سر آنتونی منتگیو براون، مشاور خصوصی وینستون چرچیل، نخست‌وزیر سابق بریتانیا بوده‌است. «جین گیلیان پورتال» (Jane Gillian Portal)، مادر آقای ولبی نیز برای چندین سال منشی وینستون چرچیل بود. جاستین ولبی نه ماه پس از ازدواج گوین و جین ولبی به دنیا آمد. آنتونی براون در سال ۲۰۱۳ میلادی در ۸۹ سالگی درگذشت. وی پیش از این فکر می‌کرد گوین ولبی، فروشنده ویسکی که الکلی بود، پدرش است. گوین ولبی در سال ۱۹۷۷ درگذشت.
مادر آقای ولبی، به الکل اعتیاد داشته‌است. وی، تأیید کرده که پیش از ازدواج با گوین ولبی در سال ۱۹۵۵، با سر آنتونی منتگیو براون «رابطه» داشته‌است. جاستین ولبی گفته‌است نتیجه آزمایش دی‌ان‌ای برایش «کاملاً غافلگیرانه» بوده‌است. آزمایش دی‌ان‌ای جاستین ولبی پس از آن انجام شد که روزنامه تلگراف چاپ لندن در خصوص شجره‌نامه او تحقیقاتی انجام داده بود وی را در جریان نتیجه این تحقیقات قرار داده بود. آقای ولبی گفته‌است تمایل دارد خواهر ناتنی خود را ببیند.

## زندگی‌نامه
او پس از گذراندن دوره دبیرستان در کالج ایتون و دانشگاه کمبریج به تحصیل پرداخت.
جاستین ولبی، به مدت یازده سال در شرکت نفتی فرانسوی «الف اکیتین» مستقر در پاریس کار کرد و در سال ۱۹۸۷، به عنوان یکی از مدیران گروه اکتشاف نفتی «انترپرایز» به این مؤسسه پیوست و تا سال ۱۹۸۷ در همین گروه ماند.

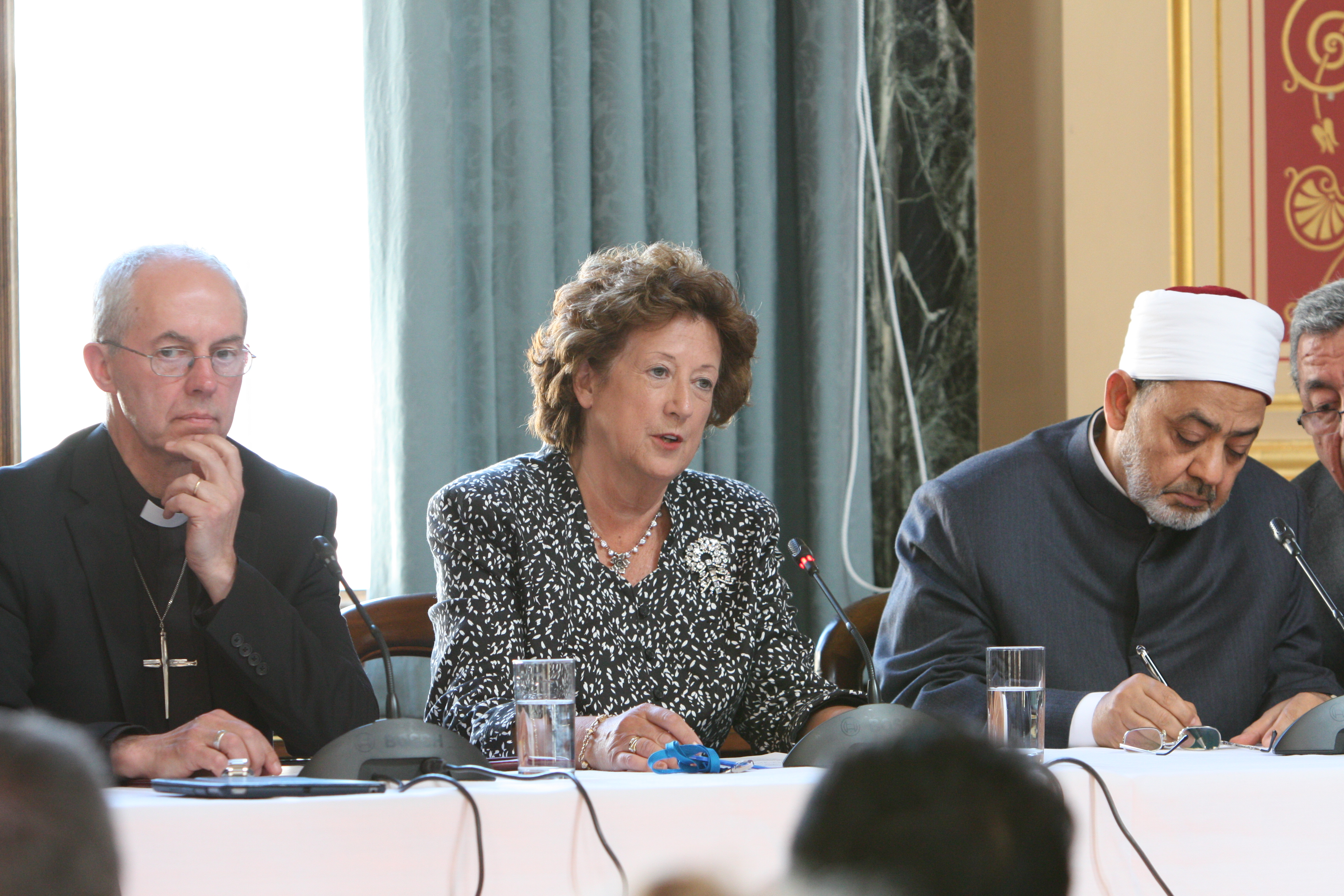

او در بین سال‌های در سال ۱۹۸۹ تا ۱۹۹۲ در کالج سنت جانز، دارام تحصیل نمود و در رشته الهیات از آنجا فارغ‌التحصیل شد. پس از آن، در سمت‌های مختلف در کلیسای انگلیکن خدمت کرد و در سال ۲۰۱۱ به مقام اسقفی حوزه دارام، که عضو مجلس اعیان نیز هست، منصوب شد.
جاستین ولبی، در ۴ فوریه ۲۰۱۳، جانشین روئن ویلیامز (Rowan Williams) سراسقف پیشین کانتربری شد.

## زندگی خصوصی
جاستین ولبی با کرولین ایتن ازدواج کرد و پنج فرزند دارد. در سال ۱۹۸۳، دختر هفت‌ماهه او «جوانا» در تصادف اتومبیل در فرانسه کشته شد.